# Доу, Нейтан
Нейтан Доу (англ. Nathan Dawe, род. 25 мая 1994, Бертон-апон-Трент, Стаффордшир, Англия) ― британский диджей и продюсер.

## Жизнь и карьера
Нейтан Доу родился в Бертон-апон-Трент, Великобритания, 25 мая 1994 года и учился в Католическом спортивном колледже имени Блаженного Роберта Саттона. Поклонник футбольного клуба Астон Вилла. Он начал диджеить в возрасте девяти лет. Доу описывает себя скорее как селектора с врожденной способностью читать толпу. Он говорил: 
Я жил в маленьком городке и мне было трудно отделиться от него. Я играл на всех вечеринках по случаю дня рождения, свадьбы, школьной дискотеки, паба и клуба, которые вы только можете себе представить.

Он выпускал свои миксы на Soundcloud и вскоре обзавелся поклонниками. Вместо того чтобы выпускать обычные жанровые миксы, он выпускал мэшап-мультижанровые миксы, охватывающие все жанры, от хауса до хип-хопа, регги, баса и поп-музыки. Нейтан стал первым диджеем без радиошоу или хитового сингла, который получил предложение выступить с концертом в клубе O2. Позднее он скажет: 
Это привело меня к тому, что я стал хэдлайнером массовых фестивалей и выступал с аншлаговыми концертами в огромных клубах. Я знал, что это не будет длиться вечно, особенно с появлением таких вещей, как Spotify, поэтому я составил четырехлетний план и углубился в производственную сторону отрасли.
Он начал делать ремиксы для других продюсеров. Его дебютный сингл «Cheatin», основанный на песне Деборы Кокс «It's Over Now», был выпущен в августе 2018 года и достиг 94-го места в UK Singles Chart. В мае 2019 года он выпустил сингл «Repeat After Me» с вокалом Мелиссы Стил. Затем Доу выпустил сингл «Flowers» в октябре 2019 года. Он достиг 12-го места в UK Singles Chart. 24 июля 2020 года была выпущена песня «Lighter», которую он сделал в сотрудничестве с певицей Эллой Хендерсон. После успеха в Великобритании он подписал контракт с Warner Chappell Music.

## Дискография

### Синглы
| "Cheatin"                                                                         | 2018 | 94 | — | —  | —  | —  | —  | —  | —  | —  | —  | - BPI: Silver   | Non-album singles           |
| "Repeat After Me" (featuring Melissa Steel)                                       | 2019 | —  | — | —  | —  | —  | —  | —  | —  | —  | —  |                 | Non-album singles           |
| "Flowers" (featuring Jaykae)                                                      | 2019 | 12 | 1 | 14 | —  | —  | —  | —  | —  | —  | 11 | - BPI: Platinum | Non-album singles           |
| "Lighter" (featuring KSI)                                                         | 2020 | 3  | 2 | 8  | 15 | 37 | 42 | 17 | 48 | 18 | 1  | - BPI: Platinum | Non-album singles           |
| "No Time for Tears" (with Little Mix)                                             | 2020 | 19 | — | 15 | —  | 65 | —  | —  | —  | 22 | —  |                 | Confetti (Expanded Edition) |
| "—" denotes a recording that did not chart or was not released in that territory. |      |    |   |    |    |    |    |    |    |    |    |                 |                             |

### Ремиксы
| Название           | Год  | Исполнители     |
| ------------------ | ---- | --------------- |
| "Break Up Song"    | 2020 | Little Mix      |
| "Naked"            | 2020 | Jonas Blue, MAX |
| "Take Care of You" | 2020 | Ella Henderson  |
| "Electric Sun"     | 2020 | Tiggi Hawke     |
| "Loose"            | 2020 | S1mba, KSI      |
| "Bang!"            | 2020 | AJR             |